# 阿科朗
阿科朗（法語：Accolans，法語發音：[akɔlɑ̃]）是法国杜省的一个市镇，属于蒙贝利亚尔区。

## 地理
阿科朗（47°29'40"N, 6°31'55"E）面积5.18 平方千米，位于法国勃艮第-弗朗什-孔泰大區杜省，该省份为法国东部内陆省份，北起上索恩省，西接汝拉省，东部及东南部与瑞士接壤，东北部与贝尔福地区省接壤。
与阿科朗接壤的市镇（或旧市镇、城区）包括：格拉蒙、苏瓦、芒斯南、布尔努瓦、热内、贝勒方丹。

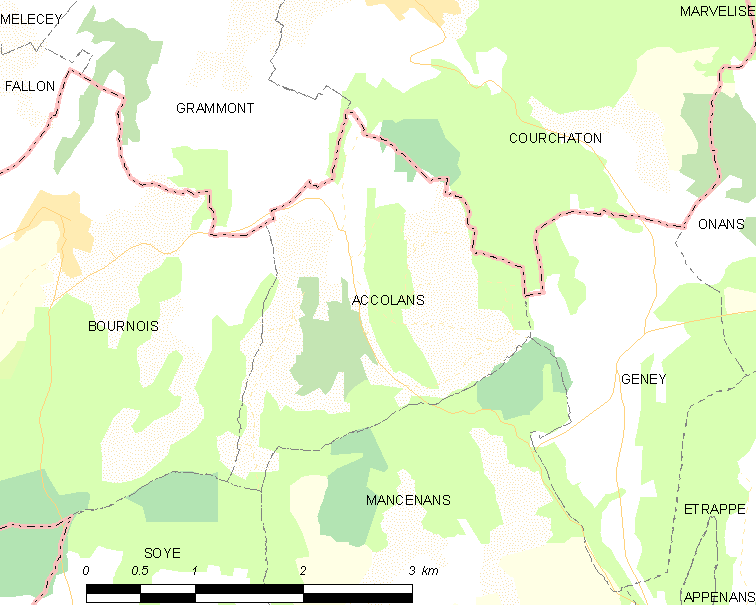
阿科朗的OSM定位图

阿科朗的时区为UTC+01:00、UTC+02:00（夏令时）。

## 行政
阿科朗的邮政编码为25250，INSEE市镇编码为25005。

## 政治
阿科朗所属的省级选区为巴旺县。

## 人口

1962-2008年间阿科朗人口变化图示

阿科朗于2022年1月1日时的人口数量为88人。